# Shahrestān di Javanrud
Lo shahrestān di Javanrud (farsi شهرستان جوانرود) è uno dei 14 shahrestān della provincia di Kermanshah, il capoluogo è Javanrud. Lo shahrestān è suddiviso in 2 circoscrizioni (bakhsh):
- Centrale (بخش مرکزی)
- Kalashi (بخش كلاشی)